# 하시모토 도미사부로
하시모토 도미사부로(일본어: 橋本 登美三郎, 1901년 3월 5일 ~ 1990년 1월 19일)는 일본의 정치인으로, 자유민주당 중의원 의원, 자유민주당 간사장, 제3차 사토 내각의 운수대신, 제1차 사토 내각, 제1차 사토 내각 제1차 개조내각의 내각관방장관, 제1차 사토 내각 제2차 개조내각의 건설대신을 지냈다.

## 생애와 경력

### 어린 시절과 정계 활동
이바라키현의 이타코시 출신으로, 1927년 와세다 대학 정치경제학부를 졸업하였다. 졸업 후에는 아사히 신문사 (朝日新聞社) 에 입사했으며, 만주에 특파원으로 파견된 것을 시작으로 중화민국에서 활동하였다. 1936년~1937년 난징 지국에서 난징 통신 국장을 맡았으며, 외신부장, 동아대장을 역임하고, 제2차 세계 대전이 끝난 1945년에 퇴사하였다.
1946년 제22회 중의원 의원 총선거, 1947년 제23회 중의원 의원 총선거에 출마했으나 낙선하였으며, 1949년 제24회 중의원 의원 총선거에서 구 (舊) 이바라키 1구에서 입후보하여 첫 당선되었다. 이후 12번 연속으로 당선되었다.
이케다 하야토가 이끄는 제1차 이케다 내각의 건설대신 겸 수도권 정비위원회 위원장으로서 첫 입각했으며, 사토 에이사쿠의 측근으로서 다나카 가쿠에이, 호리 시게루, 아이치 기이치, 마쓰노 라이조와 함께 사토파 5봉행 (佐藤派五奉行)의 한 부분을 차지하였다.
1964년 사토 에이사쿠가 이끄는 사토 내각이 발족한 후, 내각관방장관, 건설대신, 당 총무회장, 운수대신을 지냈으며, 자유민주당 총재 선거에서 다나카 가쿠에이를 지지하고, 다나카 가쿠에이 내각에서 자유민주당 간사장이 되었다.

### 전일공 의옥
1976년 록히드 사건 수사 과정에서 드러난 부정 부패 사건인 전일공 의옥(全日空疑獄)으로 인해, 도쿄지검특수부에 회뢰 (賄賂罪, 뇌물을 주고받음) 용의로 체포되었다. 기소 체포 후 자유민주당을 탈당했으며, 1980년 낙선하고 정계에서 은퇴하였다.
그의 선거 지반과 몰표 기대 지역은 누카가 후쿠시로에게 인계되었으며, 전일공 의옥에서는 1심과 2심에서 징역 2년 6개월, 집행 유예 3년, 추징금 500만엔을 선고받았다. 1990년 88세의 나이로 사망했으며, 재판은 공소 기각 (소송 요건을 갖추지 못하였거나 공소권이 없는 경우에, 법원이 공소를 무효로 하여 소송을 종결하는 재판) 되었다.

## 역대 선거 기록
|  | 0% |

|  | 10.9% |

|  | 22.5% |

|  | 12.3% |

|  | 17.7% |

|  | 12.3% |

|  | 21.2% |

|  | 21% |

|  | 22.2% |

|  | 21.7% |

|  | 20.7% |

|  | 25.4% |

|  | 18.6% |

|  | 18.4% |

|  | 14.7% |

## 같이 보기
- 사토 에이사쿠
- 사토파 5봉행
- 보수합동
- 안보투쟁
- 다나카 가쿠에이
- 다케시타 노보루

| 전임 무라카미 이사무 | 제19대 건설대신 1960년 7월 19일~1960년 12월 8일 | 후임 나카무라 우메키치 |

| 전임 스즈키 젠코 | 제27·28대 내각관방장관 1964년 11월 9일~1966년 8월 1일 | 후임 아이치 기이치 |

| 전임 세토야마 미쓰오 | 제26대 건설대신 1966년 8월 1일~1966년 12월 3일 | 후임 니시무라 에이이치 |

| 전임 하라다 겐 | 제40대 운수대신 1970년 1월 14일~1971년 7월 5일 | 후임 니와 교시로 |